# Comédia stand-up

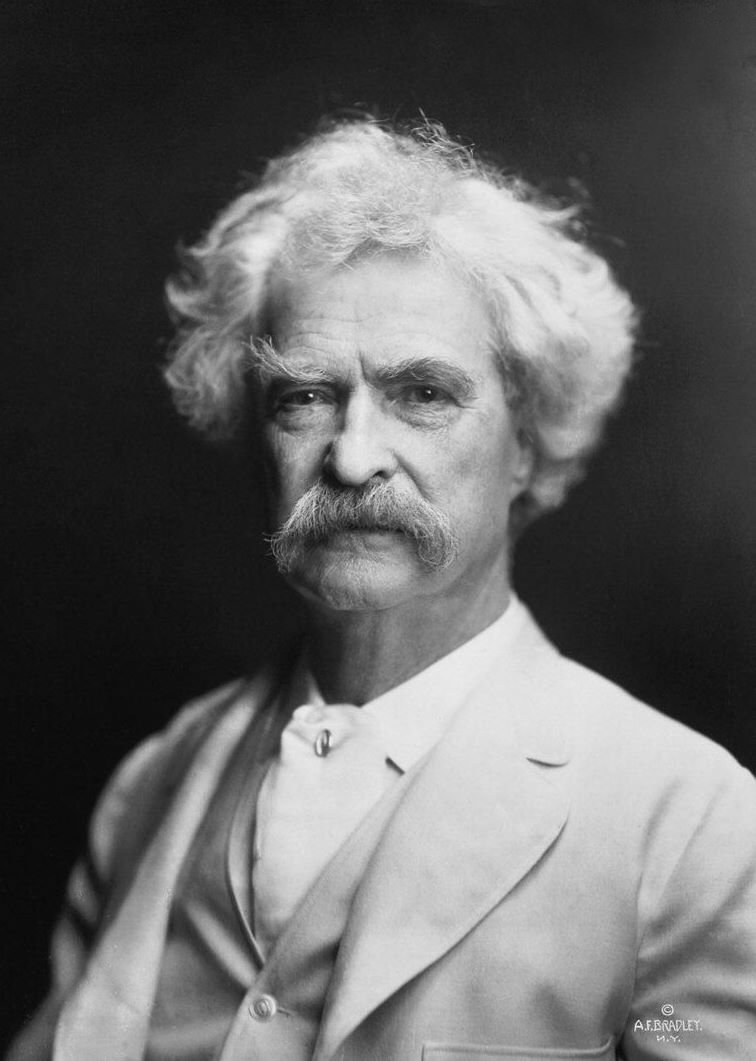
Mark Twain em 1907

Comédia stand-up (do inglês stand-up comedy) é um termo que designa um espetáculo de humor executado por apenas um comediante, que se apresenta geralmente em pé (daí o termo "stand-up"), sem acessórios, cenários, caracterização, personagem ou o recurso teatral da quarta parede, diferenciando o stand up de um monólogo tradicional. O estilo é também chamado de humor de cara limpa, termo usado por alguns comediantes e veículos de comunicação.
Não deve haver confusão na diferenciação do stand up com outros estilos, seja o contação de piadas, o monólogo de humor, a improvisação ou o "one man show", apesar de ser um gênero semelhante que permite outras abordagens diferentes (interpretação de personagens, músicas, cenas).
Em 10 de novembro de 1917 foi a primeira vez que o termo stand-up comedian ou comediante de stand-up foi usado oficialmente na mídia. A coluna Stage Gossip do jornal The Yorkshire Evening Post descrevia a carreira de um comediante chamado Finlay Dunn. O artigo afirmava que Dunn era "o que ele chama de 'um comediante stand-up'", embora o termo possa ter sido usado antes, mas sem registros.
Alguns humoristas são apontados como os pioneiros do gênero como Mark Twain, Bert Williams, Will Rogers, Charley Case e Artemus Ward.

## História

### Origem

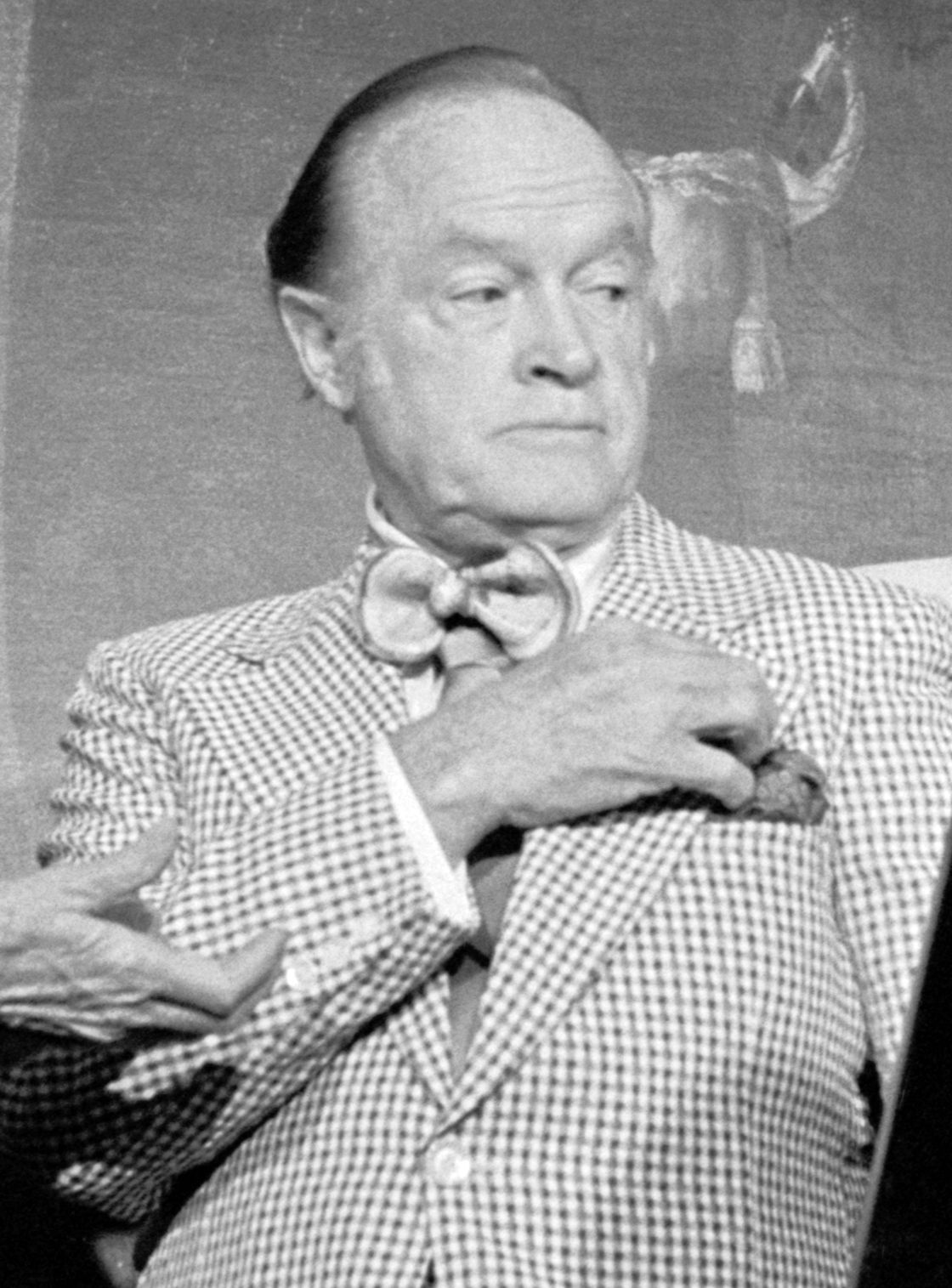
Bob Hope em 1978

Não há exatamente um consenso sobre como surgiu esse estilo de humor. Existem estudiosos que defendem que tudo começou com os bobos da corte que se apresentavam para os reis na Idade Média (muitas vezes, ironizando a própria plateia, como os stand-ups de hoje). Outros pesquisadores apontam os palhaços do teatro popular inglês, no século 16, ou os menestréis que faziam performances nos EUA no início do século 19. O stand-up pode ter suas raízes em variadas tradições do entretenimento popular americano do final do século XIX, incluindo o vaudeville, (teatro de revista) e monólogos humorísticos. A maioria dos comediantes era meramente vista como contadores de piadas que esquentavam a plateia com um número de abertura, ou mantinham o público entretido durante os intervalos. Os pais da comédia stand-up eram os mestres de cerimônia, como eram chamados na época de ouro do rádio, Jack Benny, Fred Allen e Bob Hope, que vieram do vaudeville e geralmente abriam seus programas com monólogos ou números cômicos. Ser um comediante era considerado um degrau para uma carreira verdadeira no show business.
Os "mestres de cerimônia" começaram a aparecer em clubes noturnos apresentando grandes bandas e abrindo shows de outros artistas.
Os tópicos se caracterizavam por improvisações e discussões sobre qualquer coisa, desde os últimos filmes até um aniversário esquecido. Era comum que os programas de televisão de variedades se dividissem entre esses monólogos de abertura, números musicais seguido de quadros e esquetes. Os convidados eram variados e incluíam outros comediantes do rádio da época, como George Burns e Grace Allen. Com a fama e o sucesso desses humoristas, o público começa a frequentar os clubes apenas pelas aberturas cômicas e logo os apresentadores se tornam o próprio show.

### Surgimento dos clubes

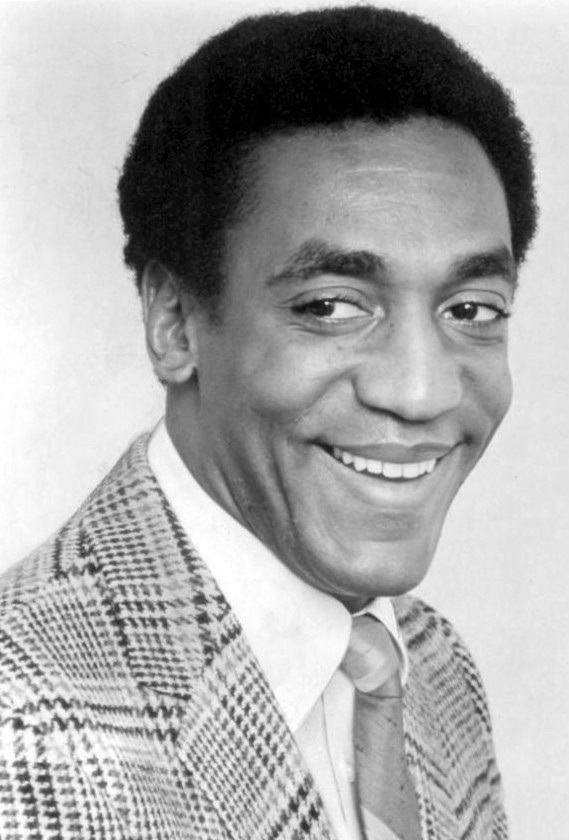
Bill Cosby em 1969

No final dos anos 1950 e no decorrer da década de 1960, stand-up se tornou uma moda entre boêmios e intelectuais. Alguns clubes noturnos eliminaram os números musicais e começaram a se chamar de "clubes de comédia". Uma nova geração de comediantes começou a explorar tópicos políticos, relações raciais e humor sexual. O ambiente, tido como culto e evoluído, acabou permitindo a entrada de comediantes negros e mulheres. Foi quando surgiram nomes como Woody Allen, Shelley Berman, Redd Foxx e Bill Cosby.
O stand-up comedy explodiu durante os anos 1970, com muitos artistas se tornando conhecidos nacionalmente. O estilo nascido nos clubes noturnos alcança teatros e até grandes concertos em estádios esportivos.

### Projeção na televisão e no cinema

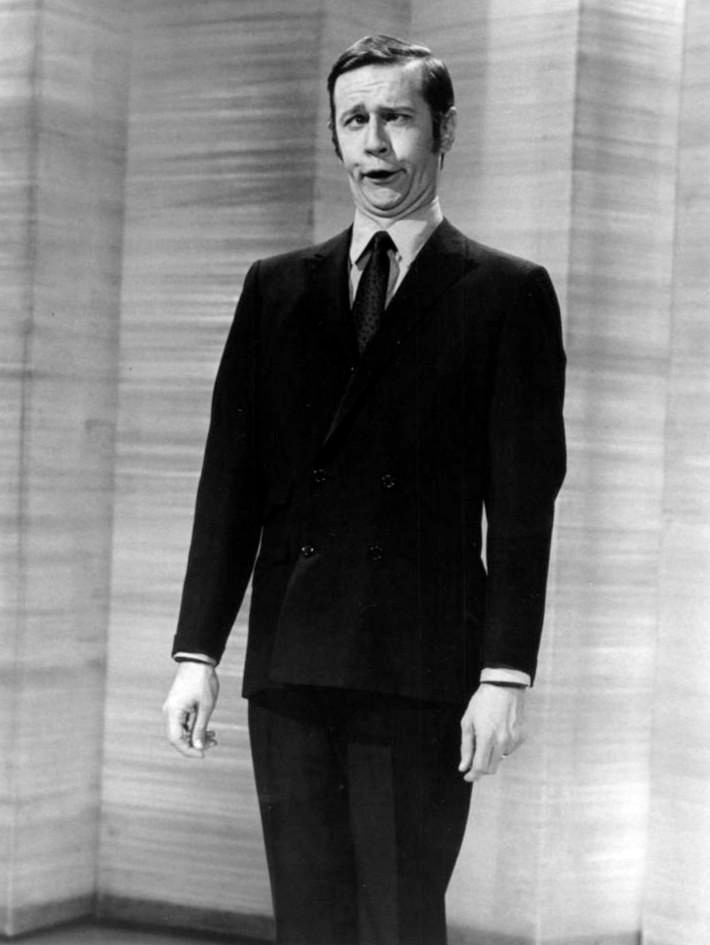
George Carlin em 1969, durante uma apresentação.

Programas como Saturday Night Live e The Tonight Show lançaram carreiras de outras tantas estrelas de stand-up. Richard Pryor, George Carlin e Lenny Bruce se transformaram em ícones da contracultura. Steve Martin e Bill Cosby tiveram nível similar de sucessos com números mais suaves. Muitas estrelas do stand-up obtiveram grandes contratos com a televisão e também com estúdios de cinema, como Chris Rock, Robin Williams, Eddie Murphy e Billy Crystal. Há uma nova explosão de locais para comédia, espaços para artistas locais e até para comediantes em turnê por várias cidades.
Nos anos 1980 com o advento da HBO (que pode apresentar os comediantes sem censura) e outros canais a cabo como o Comedy Central contribuíram para o boom do stand-up comedy.

### Ressurgimento

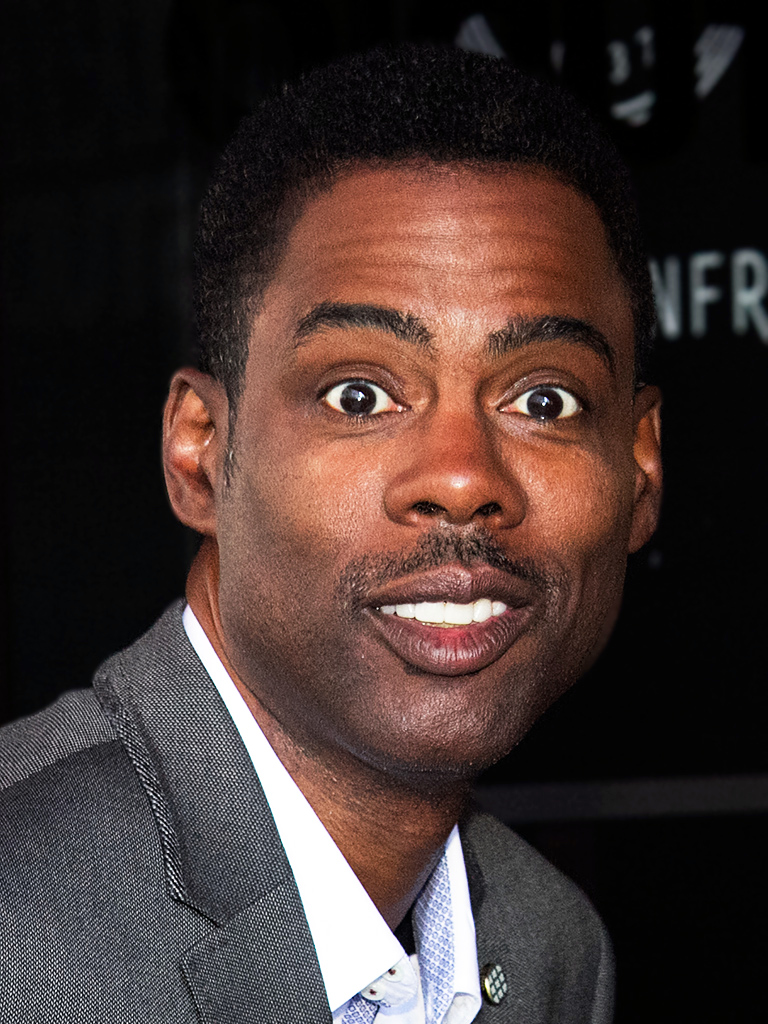
Chris Rock no Festival Internacional de Cinema de Toronto, em 2014

Por volta de 1990 a comédia stand-up parece entrar em declínio. O mercado é inundado por comediantes considerados medíocres, muitos trabalhando em função do conceito de que o sucesso no stand-up pode abrir as portas para outras áreas como música, atuação em televisão e filmes de cinema. Mas alguns humoristas conseguem reerguer o gênero, trazendo seus temas particulares para programas de televisão de incrível sucesso popular e reconhecimento normalmente inacessível em circuitos de clubes de comédia. Exemplos disto incluem Jerry Seinfeld, Ellen DeGeneres, Roseanne, Tim Allen, Chris Rock e Ray Romano.
Com o novo século, a comédia stand-up é oxigenada, graças ao surgimento de novas mídias como a internet e canais de tv a cabo como o Comedy Central. Por todo o mundo houve um interesse no stand-up comedy e fazendo com que ocorresse crescimento na cena cômica no Canadá, Reino Unido, Portugal, Irlanda e Países Baixos.

## Estrutura

### Material
O texto de stand-up consiste na apresentação de frases, histórias e/ou observações próprias de quem apresenta. Cada humorista tem uma metodologia própria de organização do material falando sobre si, do cotidiano ou sobre suas visões em relação ao mundo. 

#### Autoral
Deve-se sempre trazer um texto original, nunca um plágio do trabalho de outros humoristas ou artistas.

#### Plágio
Apropriação, roubo de piadas e plágio são considerados "crimes sociais" pela maioria dos humoristas de stand-up. Na cena americana, houve várias acusações sobre roubo de piadas, algumas terminando em ações judiciais por violação de direitos autorais. Os acusados, às vezes, reivindicam criptomnésia ou pensamento paralelo, mas é difícil processar com sucesso por roubo de piadas, independentemente da intenção, ou não, de quem se apoderou das piadas.

### Locais de apresentação
Apesar da apresentação de stand-up aparentar ser de simples realização podendo ser feita em quase qualquer lugar (clubes de comédia, bares, casas noturnas, faculdades, teatros, centros de convenção, anfiteatros e estádios) deve-se haver um mínimo de estrutura para que o evento seja agradável tanto para o humorista quanto para a plateia. O local precisa ser adequado porque parte do apelo de ficar em pé é a apreciação da habilidade do artista, a maioria das pessoas acha a ideia de ficar no palco extremamente assustadora; a pesquisa sobre o assunto tem consistentemente descoberto que o medo de falar em público é mais intenso do que o medo de morrer.

### Termos
Os humoristas desenvolveram algumas terminologias que fazem parte do universo do stand-up. São elas:
- Set Up: Consiste na história que o humorista conta para dar uma base para a piada.
- Punch ou punchline: É basicamente a piada que foi preparada pelo Set Up, ela que dá a graça ao texto e possui um final inesperado.
- Call Back: Como o nome já diz, “chama de volta” é quando o comediante retoma algum tópico ou piada de seu texto em um novo assunto, sendo ele diferente do primeiro.
- Open Mic: É o momento em que o microfone do show fica aberto para um iniciante ou aspirante testar suas piadas.
- Canja: Acontece quando um humorista se apresenta em um show que não é o seu.
- Solo: Consiste na apresentação de um único humorista na noite e sua apresentação dura em torno de 40 a 60 minutos.
- Mestre de cerimônia: o chamado "MC" é aquele humorista que abre o show tendo como função preparar e interagir com a plateia com o objetivo de  deixá-la mais relaxada para curtir o show. Suas entradas são intercaladas entre os próximos humoristas que se apresentam.
- Água: O termo é usado quando uma piada não funciona.

## No Brasil

### Década de 1960: Primeiros passos
O gênero do "one man show", que permite outras abordagens (interpretação de personagens, músicas, cenas, piadas de salão), foi introduzido no Brasil por José Vasconcellos, na década de 60. Aproximando-se um pouco mais do estilo americano, Chico Anysio e Jô Soares mantiveram o gênero - principalmente em seus shows ao vivo, e geralmente, na abertura de seus programas - se aproximando da comédia stand up como vemos hoje, apesar de ainda existirem piadas de domínio público adaptadas em seus repertórios.

### Década de 2000: Regras, grupos e pioneirismo
No início de 2005, diferentemente do cenário dos Estados Unidos, onde o stand-up é bastante individual, surgiram grupos de humor responsáveis pelo pioneirismo e popularização do gênero. Para que não se confundisse o estilo de humor com apresentações de "one man show", o humorista Claudio Torres Gonzaga criou "os dez mandamentos do stand-up" pelo  que serviu como um guia para iniciantes e para a cena de comédia. São eles:
- 1 - O comediante só pode se apresentar sozinho. Jamais em dupla ou grupo.

- 2 - Só é permitido se apresentar com texto próprio. Não pode usar piadas que já caíram em uso popular ou foram recebidas pela Internet. Muito menos usar aquele truque muquirana de contar a anedota como se o fato tivesse acontecido de verdade, tipo "eu tenho um tio português"

- 3 - Não pode fazer personagem. Também não vale transformar a si mesmo em personagem ou usar figurinos engraçados. Use roupas que você usaria normalmente, no dia-a-dia.

- 4 - Evitar contar casos. O material deve ser preferencialmente de tópicos de observação.

- 5 - Deixar bem clara a persona de cada um. Não tente fingir ser quem você não é. Seja você mesmo, sempre. Se você é mal-humorado, seja assim no palco, por exemplo. E se em determinado dia você estiver de saco cheio, assuma; se estiver eufórico, idem; assuma o seu estado diante da platéia.

- 6 - Não é permitido o uso de trilha sonora ou qualquer tipo de sonoplastia.

- 7 - Não é permitido fazer nenhuma marcação de luz. Use apenas a iluminação básica do palco.

- 8 - Não é permitido o uso de cenografia ou adereço.

- 9 - Os comediantes podem e devem testar material novo diante da platéia. Vale desde improvisar tendo apenas o tópico em mente até ler as piadas, caso elas não estejam decoradas ainda.

- 10 - Não forçar a barra. Se você tem apenas cinco minutos de material, faça uma apresentação de cinco minutos e saia. Tudo bem. Não enrole. As apresentações, aliás, serão sempre de 5, 10 ou 15 minutos.

#### 2005: Comédia em Pé
No início de 2005, o Comédia em Pé estreou no Rio Design Leblon, no Rio de Janeiro, sendo o primeiro grupo de stand-up do Brasil. Era formado pelos humoristas Cláudio Torres Gonzaga, Fábio Porchat, Fernando Caruso e Paulo Carvalho. O grupo se apresentava em teatros, ficando em cartaz nos dois extremos da cidade simultaneamente.
Em 2008, o grupo lança seu DVD.

#### 2005: Clube da Comédia Stand-up
Ainda em 2005, semanas depois da estreia do Comédia em Pé, surgia o Clube da Comédia Stand-up, em São Paulo, formado pelos humoristas Marcelo Mansfield, Oscar Filho, Rafinha Bastos, Márcio Ribeiro, Henrique Pantarotto e Marcela Leal, conhecida como "a primeira dama do stand-up". O Clube da Comédia se apresentava no Beverly Hills, casa tradicional de comédia em Moema e mais antigo comedy club do país. 
No dia 06 de julho de 2005, teve a sua estreia oficial na casa de shows Bubu Lounge, no bairro de Pinheiros, em São Paulo. Henrique Pantarotto deixou o grupo na transição para o bar Mr. Blues no mesmo ano.
Em 2006, o grupo se mudou para o bar Bleeker Street, na Vila Madalena, com duas sessões semanais. No início daquele ano, Márcio Ribeiro deixa o grupo e Diogo Portugal entra em seu lugar. O grupo gravou, em Curitiba, um audiolivro com suas histórias cômicas em alusão aos tradicionais discos de humor e o lançaram no mesmo ano.
Em dezembro de 2012, o grupo perde força sem os integrantes originais Danilo Gentili e Oscar Filho, e faz sua última apresentação com a presença de todos os integrantes.
Em 2017, o show sem os integrantes originais se apresenta durante um mês no Burlesque Paris 6.

#### 2007: Comédia Ao Vivo
Em 2007, em São Paulo, Danilo Gentili, que acabara de entrar no Clube da Comédia Stand-Up, convida Márcio Ribeiro e reúne jovens humoristas que frequentavam o Clube da Comédia Stand-Up para criar o Comédia Ao Vivo, cujos integrantes eram Dani Calabresa, Luiz França e Fábio Rabin. O grupo existe até hoje contando com elenco rotativo.

#### Projeção e expansão
Em 2006, o humorista Jô Soares assiste ao Clube da Comédia Stand-up no bar Mr. Blues, em São Paulo, e convida o humorista curitibano Diogo Portugal, para uma entrevista no Programa Jô. Essa entrevista, com uma apresentação ao final, foi definitiva para chamar a atenção para o gênero. Em Curitiba, alavancadas por Diogo Portugal, surgem outras noites de humor stand up.
Em 2008, com a estreia do programa CQC - Custe o Que Custar, na Band, o gênero ganhou o país definitivamente. Com a presença dos humoristas Rafinha Bastos, Oscar Filho e Danilo Gentili representantes do gênero no elenco do programa, o interesse na linguagem cresceu de imediato e o termo "stand-up" se tornou conhecido nacionalmente.
A exemplo do CQC, a televisão brasileira procurou no stand-up comedy humoristas para compor suas atrações. Serginho Groisman, apresentador do programa Altas Horas, na Rede Globo, trouxe comediantes como Bruno Motta, Fábio Porchat, Marcelo Mansfield e Cláudio Torres Gonzaga. O Domingão do Faustão também abriu as portas para o gênero, no quadro Quem Chega Lá. Na primeira edição, Léo Lins e Marcos Castro chegaram à fase final da competição original. 
Em 2009, o Programa do Jô iniciou o quadro Humor na Caneca que, durante 2 anos, trouxe comediantes stand up para encerrar a atração. A partir de então, vários outros grupos ganharam destaque nas noites paulistanas.

### Década de 2010

#### Comedy Clubs
Durante a década de 2010, o stand-up se estabeleceu e vários clubes de comédia surgiram em São Paulo e pelo Brasil com destaque para o Comedians Comedy Club, casa de shows inaugurada em outubro de 2010 e que tinham como sócios Danilo Gentili, Rafinha Bastos e Ítalo Gusso.
Outras casas também se destacaram nesta década. Em São Paulo, foram o Clube Do Minhoca (centro), Bar do Rone (Zona Leste), Hillarius Comedy (com unidades no Tatuapé, Santo André e São José dos Campos), Paulista Comedy Club e Bixiga Comedy Club na região da avenida Paulista. Em outras cidades, tiveram o Curitiba Comedy Club, Interiorano Comedy Club (Campinas), Balangandã Comedy Club (Londrina), Maringá Comedy Club, Floripa Comedy Club e Poa Comedy Club (Porto Alegre).

#### Grupos e humoristas
Em meados de 2010, surgiu o grupo mais expressivo do gênero na década, o 4 Amigos. Composto por Thiago Ventura, Afonso Padilha, Dihh Lopes e Márcio Donato, o grupo se apresenta pelas principais capitais do país, além de turnês pela Europa. Ganhou notoriedade através da internet por conta do quadro Fila de Piadas.
Whindersson Nunes é outro nome expressivo surgido na década, com milhões de seguidores nas redes sociais. Apesar de não ter ficado conhecido por ser humorista de stand-up, foi visto por milhares de pessoas em suas apresentações sendo o segundo humorista brasileiro, depois de José Vasconcelos, a se apresentar em estádios.
Outros nomes de destaque são Paulo Vieira, Igor Guimarães, Renato Albani.

Na segunda metade da década, houve uma estabilização no estilo, como afirma o produtor Ítalo Gusso:
| “ | Quando os comediantes foram para o CQC, eles projetaram o stand up em todo o Brasil. Agora ele se estabilizou... | ” |

### Década de 2020
A pandemia ocasionada por conta do COVID-19, fez com que alguns comedy clubs fechassem as portas, como foi o caso do tradicional Comedians Comedy Club em 2021. Mas, um ano depois, foi inaugurado no mesmo local o Clube Barbixas de Comédia.
Outro local para humor inaugurado durante a pandemia foi o My Fucking Comedy Club, o novo bar de comédia de Danilo Gentili no Jardim Paulista que traz a presença de nomes já consagrados no humor desde o Clube da Comédia Stand-up como Oscar Filho e Diogo Portugal que voltaram a se apresentar juntos no show Stand-Up Raiz, além de se apresentarem pelo país.
Outro grande nome que participou da popularização do stand-up à retornar aos palcos é Fábio Porchat com ingressos esgotados meses a frente.

#### Brasileiros nos Estados Unidos
Carol Zoccoli e Rafinha Bastos são representantes brasileiros do gênero nos Estados Unidos. Rafinha, outro grande nome da origem do stand-up, passou a viver em Nova York e se apresentar em comedy clubs consagrados como Comedy Cellar e New York Comedy Club.
Em janeiro de 2022, Carol Zoccoli foi a primeira humorista brasileira a gravar um álbum de stand-up comedy em inglês: Legal. Em maio do mesmo ano, aconteceu o festival Netflix is a Joke com a presença de dez humoristas brasileiros com o show Made in Brazil no Laugh Factory, em Los Angeles.
Em 2023, Carol Zoccoli participa do Funny Immigrants Festival, um festival de comédia stand-up que apresenta comediantes imigrantes de várias partes do mundo e que moram nos Estados Unidos.

## Em Portugal
Em 2003, a stand-up comedy tornou-se mais popular a partir do início do programa Levanta-te e Ri da SIC. Ricardo Araújo Pereira, João Seabra e Bruno Nogueira são alguns dos nomes expressivos do género em Portugal.  